# Shannen Doherty
Shannen Maria Doherty (Memphis, Tennessee, 1971. április 12. – Malibu, 2024. július 13.) amerikai színésznő. 
Legismertebb szerepei Brenda Walsh a Beverly Hills 90210 és Prudence „Prue” Halliwell a Bűbájos boszorkák című sorozatban.

## Gyermekkora és családja

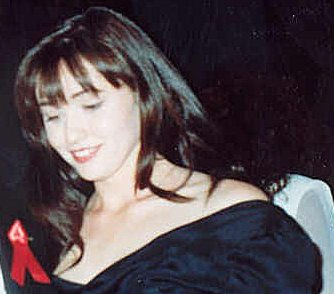
1991-ben

Shannen Maria Doherty néven született a Tennessee állambeli Memphisben, ír származású családban. Apja, Tom banktisztviselő, anyja, Rosa szépségszalont üzemeltetett.

## Színészi pályafutása
Hétévesen döntötte el, hogy színésznő lesz, ezért családjával Los Angelesbe költöztek. Tízévesen a Hófehérke és a hét törpében játszott, amikor Michael Landon felfigyelt rá és hamarosan felajánlotta neki Jenny Wilder szerepét A farm, ahol élünk című sorozatban. Hívták ugyan nagy filmekbe is, mégis a Beverly Hills 90210 című sorozatban Brenda Walsh szerepe hozta meg számára a sikert. Nagy karriert futott be a szereppel, de a producerekkel nem sikerült megegyeznie az utolsó részben játszandó szerepéről. Emiatt digitális effektek és vágás segítségével törölték őt a sorozat utolsó előtti, ún. „visszatekintő”-részéből, melyben rajta kívül minden színész szerepelt, aki valaha feltűnt a sorozatban. Aaron Spelling producer szerint azért kellett kiírni a sorozatból, mert Doherty folyamatosan veszekedett a stáb más tagjaival, és rendszeresen elkésett a forgatásokról.[forrás?]
Igencsak felbőszítette William Friedkint, amikor nem jelent meg a Jailbreakers című 1994-es tévéfilm forgatásának első napján Hollywoodban. Aztán kiderült, hogy Doherty épp akkor érkezett meg Olaszországból, ahol szintén nagy vihart kavart egy tévéinterjúról való késésével. Friedkin első reakciója: „Írjunk ki válogatást és nézzünk meg 12 másik színésznőt a Beverly Hills-i hisztéria szerepére.” Végül mégis Doherty mellett döntöttek.[forrás?]
1992-ben vendégszerepelt a The Dennis Miller Show című műsor negyedik adásában. Mivel a show még gyerekcipőben járt, Miller, a műsorvezető, épp csak kezdett hozzászokni a talkshow rendszeréhez. A riport elején azonban Doherty gorombán megkérdezte Millertől, hogy ideges-e, és megjegyzést tett szemöldökének ideges rángására. Másnap ez több helyen is címlapsztori volt, Miller pedig állandóan visszatért műsorában az esetre, hogy ezzel gúnyolja a színésznőt.[forrás?]
1995-ben egyik főszereplője volt a Kevin Smith rendezte Shop-show-ban, amelyben egy képregényfüggő sráccal bonyolódott viharos kapcsolatba. 2000-ben felajánlották neki a Sikoly 3. egyik szerepét. 2001-ben kisebb szerepet kapott az ugyancsak Smith rendezte Jay és Néma Bob visszavág című komédiában, saját magát alakítva egy Sikoly-film forgatásán a Miramax stúdióban. Szintén ebben az évben készült az Eljön a tegnap című misztikus filmje. 2006-ban önálló tévéműsort kapott, Breaking Up With Shannen Doherty címmel. A műsorban segített veszekedés nélkül, a baráti viszonyt megőrizve szakítani pároknak. 
Másik sikerszerepe a Bűbájos boszorkák-ban alakított egyik címszereplő volt. Dohertyről a sorozatból való kilépése után keveset lehetett hallani, bár próbálkozott néhány új filmmel, de egyikkel se ért el nagy sikereket.[forrás?] Egy 2008-as újdonságban, a 90210 című sorozat első évadjában vendégszereplőként tűnt fel több epizódban.

## Magánélete
A Blindfold: Acts of Obsession (1994) forgatásán megismerte Judd Nelsont, akivel később eljegyezték egymást. Beszámolók szerint rövid románca volt Dean Cain-nel. Négyszer jegyezték el. 
Ventura megyében élt egy farmon, de volt egy háza Malibuban is. Közeli barátságban állt Holly Marie Combsszal és Sarah Michelle Gellarral.

## Halála
2015 márciusában Dohertynél III. stádiumú mellrákot diagnosztizáltak, amely átterjedt a nyirokcsomóira. Doherty szerint akkori munkaadója nem fizette be időben a betegbiztosítást, ennek következtében későn diagnosztizálták nála a rákot. 2016 februárjában Doherty felfedte, hogy antiösztrogén kezelést kapott. A többszörös daganat miatt 2016 májusában az egyik mellét el kellett távolítani. A műtét során kiderült, hogy a rákos sejtek egy része a nyirokcsomókon túlra is átterjedt. A műtétet követően Doherty kemoterápián és sugárkezelésen esett át. 2017. április 29-én Doherty bejelentette, hogy rákja visszahúzódóban van. 2020 február 4-én bejelentette, hogy rákos megbetegedése egy évvel korábban visszatért, és áttéteket okozott a májában. 2023 júniusában bejelentette, hogy a rák átterjedt az agyára, és végstádiumúvá vált. 2023 novemberében felfedte, hogy a rák átterjedt a csontjaira. 2024 januárjában Doherty megosztotta, hogy új rákkezelésen esik át, ami sikeresen áttör a vér-agy gáton, és ezt "csodának" nevezte. 2024 július 13-án, 53 éves korában, malibui otthonában hunyt el. Kívánsága szerint elhamvasztották.

## Filmográfia

### Film
| Év   | Magyar cím                                    | Eredeti cím                        | Szerep                       | Magyar hang       |
| ---- | --------------------------------------------- | ---------------------------------- | ---------------------------- | ----------------- |
| 1982 | A NIMH titka                                  | The Secret of NIMH                 | Teresa Brisby (hangja)       |                   |
| 1982 | Éjszakai műszak                               | Night Shift                        | cserkészlány                 |                   |
| 1985 | Édenkert a javából                            | Girls Just Want to Have Fun        | Maggie Malene                |                   |
| 1988 | Gyilkos játékok                               | Heathers                           | Heather Duke                 | Somlai Edina      |
| 1994 | A feltámadt halott                            | Almost Dead                        | Katherine Roshak             | Pápai Erika       |
| 1994 | Csupasz pisztoly 33 1/3 – Az utolsó merénylet | Naked Gun 33 1/3: The Final Insult | önmaga (cameo)               | nem szólal meg    |
| 1995 | Shop-show                                     | Mallrats                           | Rene Mosier                  | Sajgál Erika      |
| 1997 | Út a pokolba                                  | Nowhere                            | Val-Chick (cameo)            |                   |
| 1999 | Veszélyes szépségek                           | Striking Poses                     | Gage Sullivan                |                   |
| 2001 | Jay és Néma Bob visszavág                     | Jay and Silent Bob Strike Back     | önmaga (cameo)               | Kerekes Andrea    |
| 2008 |                                               | Defunct                            | Fanny Thornton               |                   |
| 2010 |                                               | Burning Palms                      | Dr. Shelly                   |                   |
| 2016 |                                               | Back in the Day                    | Maria                        |                   |
| 2017 |                                               | Bethany                            | Susan                        |                   |
| 2019 |                                               | Undateable John                    | Charlene                     |                   |
| 2021 | Fortress: Az erődítmény                       | Fortress                           | Barbara Dobbs dandártábornok |                   |
| 2022 | Éles helyzet                                  | Hot Seat                           | Pam Connelly rendőrfőnök     | F. Nagy Eszter    |
| 2024 | Elnyel a sötétség                             | Darkness of Man                    | Vivian                       | Nemes Takách Kata |

### Televízió

#### Tévéfilm
| Év   | Magyar cím                              | Eredeti cím                                    | Szerep                          | Magyar hang    |
| ---- | --------------------------------------- | ---------------------------------------------- | ------------------------------- | -------------- |
| 1983 | A farm, ahol élünk: Emlékek             | Little House: Look Back to Yesterday           | Jenny Wilder                    |                |
| 1984 | A farm, ahol élünk: A végső búcsúzás    | Little House: The Last Farewell                | Jenny Wilder                    |                |
| 1984 | A farm, ahol élünk: A karácsonyi kaland | Little House: Bless All The Dear Children      | Jenny Wilder                    |                |
| 1985 |                                         | The Other Lover                                | Alson Fielding                  |                |
| 1987 |                                         | Alf Loves a Mystery                            | hölgy vörösban                  |                |
| 1991 |                                         | Forever Young                                  | lány a partin                   |                |
| 1992 | A szerelem megszállottja                | Obsessed                                       | Lorie Brindel                   | Pápai Erika    |
| 1993 |                                         | Freeze Frame                                   | Lindsay Scott                   |                |
| 1994 | Elvakultan                              | Blindfold: Acts of Obsession                   | Madeleine Dalton                | Kiss Erika     |
| 1994 | Az égő szenvedély                       | A Burning Passion: The Margaret Mitchell Story | Margaret Mitchell               |                |
| 1994 |                                         | Jailbreakers                                   | Angel Norton                    |                |
| 1996 | Elfújta az éj                           | Gone in the Night                              | Cyndi Dowaliby                  |                |
| 1997 | Hamis hangok                            | Friends 'Til the End                           | Heather Romley                  |                |
| 1997 | Egy ágyban az ördöggel                  | Sleeping with the Devil                        | Rebecca Dubrovich               |                |
| 1997 | A nyeremény                             | The Ticket                                     | CeeCee Reicker                  |                |
| 2000 | Boszorkányok iskolája                   | Satan's School for Girls                       | Beth Hammersmith / Karen Oxford |                |
| 2001 | Eljön a tegnap                          | Another Day                                    | Kate                            |                |
| 2002 |                                         | The Rendering                                  | Sarah Reynolds                  |                |
| 2002 | Sminkháború: Mary Kay története         | Hell on Heels: The Battle of Mary Kay          | Lexi Wilcox                     |                |
| 2003 |                                         | Nightlight / View of Terror                    | Celeste Timmerman               |                |
| 2007 | Karácsonyi csínytevő                    | Christmas Caper                                | Kate Dove                       | Kökényessy Ági |
| 2008 | A Delphi-effektus                       | Kiss Me Deadly                                 | Marta                           |                |
| 2008 | A Grand Canyon elveszett kincse         | The Lost Treasure of the Grand Canyon          | Susan Jordan                    | Ősi Ildikó     |
| 2009 |                                         | Encounter with Danger                          | Lori                            |                |
| 2010 | Tök nagy szerelem                       | Growing the Big One                            | Emma Silber                     |                |
| 2012 |                                         | Witchslayer Gretl                              | Gretl                           |                |
| 2014 |                                         | All I Want for Christmas                       | Brenda Patterson                |                |
| 2014 | Véres tó – A gyilkos orsóhalak támadása | Blood Lake: Attack of the Killer Lampreys      | Cate Parker                     | Madarász Éva   |
| 2018 |                                         | No One Would Tell                              | Laura Collins                   |                |
| 2021 |                                         | Dying to Belong                                | Katherine                       |                |
| 2021 |                                         | Breast Cancer Bucket List                      | Diana Carroll                   |                |

#### Sorozat
| Év        | Magyar cím                            | Eredeti cím                      | Szerep                  | Megjegyzések                                                                                                   |
| --------- | ------------------------------------- | -------------------------------- | ----------------------- | --- |
| 1981      |                                       | Father Murphy                    | Drusilla Shannon        | 2 epizód |
| 1982      |                                       | The Phoenix                      | kislány                 | 1 epizód (stáblistán nem szerepel)                                                                             |
| 1982      |                                       | Voyagers!                        | Betty Parris            | 1 epizód |
| 1982–1983 | A farm, ahol élünk                    | Little House on the Prairie      | Jenny Wilder            | főszereplő (9. évad)                                                                                           |
| 1983      | Magnum                                | Magnum, P.I.                     | Ima Platt               | - 1 epizód - magyar hangja: - Vadász Bea                                                                       |
| 1984      | Airwolf                               | Airwolf                          | Phoebe Danner           | - 1 epizód - magyar hangja: - Patkó Csenge                                                                     |
| 1985      |                                       | Robert Kennedy and His Times     | Kathleen Kennedy        | minisorozat (3 epizód)                                                                                         |
| 1985      |                                       | The New Leave It to Beaver       | Laurie                  | 1 epizód |
| 1985      | Út a mennyországba                    | Highway to Heaven                | Shelley Fowler          | 1 epizód |
| 1986–1988 |                                       | Our House                        | Kris Witherspoon        | főszereplő |
| 1989      |                                       | 21 Jump Street                   | Janine                  | 1 epizód |
| 1990      | Az élet megy tovább                   | Life Goes On                     | Ginny Green             | 1 epizód |
| 1990–1994 | Beverly Hills 90210                   | Beverly Hills, 90210             | Brenda Walsh            | - főszereplő (1-4. évad) - magyar hangja: - Ábel Anita                                                         |
| 1992      |                                       | The Secret of Lost Creek         | Jeannie Fogle           | főszereplő |
| 1993      | Saturday Night Live                   | Saturday Night Live              | önmaga / házigazda      | 1 epizód |
| 1998–2001 | Bűbájos boszorkák                     | Charmed                          | Prue Halliwell          | - főszereplő (1-3. évad) - rendező (3 epizód) - magyar hangja: - Kéri Kitty (1-2. évad) - Ábel Anita (3. évad) |
| 2003      | Ijesztgetők                           | Scare Tactics                    | önmaga / házigazda      | 1. évad |
| 2004–2005 | Tiszta Hawaii                         | North Shore                      | Alexandra Hudson        | visszatérő szereplő (11 epizód)                                                                                |
| 2005      | Szupervihar 2. – Ha eljön a világvége | Category 7: The End of the World | Faith Clavell           | minisorozat (2 epizód)                                                                                         |
| 2005      |                                       | Love, Inc.                       | Denise Johnson          | próbaepizód (nem került adásba)                                                                                |
| 2006      |                                       | Breaking Up with Shannen Doherty | önmaga / házigazda      | megalkotó és vezető producer                                                                                   |
| 2008–2009 | 90210                                 | 90210                            | Brenda Walsh            | vendégszereplő 1. évad (7 epizód)                                                                              |
| 2010      |                                       | Dancing with the Stars           | önmaga / versenyző      | 10. évad |
| 2012      |                                       | Shannen Says                     | önmaga                  | főszereplő és vezető producer                                                                                  |
| 2012      | Egy rém fura család                   | The New Normal                   | önmaga / Brenda Walsh   | 1 epizód |
| 2015      |                                       | Off the Map with Shannen & Holly | önmaga                  | főszereplő és vezető producer                                                                                  |
| 2016      |                                       | Rock in a Hard Place             | Janice                  | próbaepizód (Indiegogo kampány)                                                                                |
| 2018      | Gyilkos játékok                       | Heathers                         | Mrs. Dean / Dr. Destiny | 3 epizód |
| 2019      |                                       | BH90210                          | önmaga / Brenda Walsh   | 6 epizód (vezető producer)                                                                                     |
| 2019      | Riverdale                             | Riverdale                        | lerobbant autós         | 1 epizód |